# Casa Besalú (Vic)
La Casa Besalú és una casa amb elements renaixentistes i eclèctics de Vic (Osona) protegida com a Bé Cultural d'Interès Local.

## Descripció
Edifici de planta baixa amb dos pisos superiors i golfes. A la planta baixa hi ha disposada una porxada d'arcs apuntats, que continua per la façana lateral amb un arc. Les obertures dels pisos superiors es distribueixen simètricament en tres eixos verticals. En el primer pis, les tres obertures estan unides per una balconada de ferro forjat que jerarquitza la planta, mentre que en el segon pis, només disposa de balcó l'obertura central i es troba flanquejat en els laterals per dues finestres. En el pis corresponent a les golfes s'hi ha ubicat una galeria de vuit obertures d'arc de mig punt.